# Ivica Mornar
Pour les articles homonymes, voir Mornar.
Ivica Mornar est un footballeur international croate né le 12 janvier 1974 à Split.

## Carrière en club
Ivica Mornar est formé à l'Hajduk Split en Croatie. Il y commence sa carrière professionnelle entre 1991 et 1995. Avec ce club, il remporte trois championnats croates (1992, 1994 et 1995), deux Coupes de Croatie (1993 et 1995), trois Supercoupes de Croatie (1992, 1993, 1994). En 1995, le club atteint également les quarts de finale de la Ligues de champions.
Mornar joue les trois saisons suivantes dans trois clubs différents: Eintracht Francfort, Séville FC et CD Ourense.
En 1998, Mornar rejoint le Standard de Liège en Belgique. Convaincu par son compatriote et futur entraîneur Tomislav Ivić, il retrouve Luciano D'Onofrio, son ancien manager à Split. Mornar déclare en 2010 avoir passé des années merveilleuses au Standard. En 2000, il est finaliste de la Coupe de Belgique avec ce club. Son histoire avec le Standard se termine pourtant mal. En 2001, alors qu'il lui reste un an de contrat, il reçoit une offre du Sporting Portugal pendant qu'il est en vacances en Croatie. Il décide d'attendre et de négocier encore. Entre-temps, László Bölöni (qui deviendra entraîneur du Standard des années plus tard) est engagé au Sporting et n'est pas intéressé par Mornar. Ce dernier est alors versé dans le noyau C du Standard et Luciano D'Onofrio lui propose de le transférer durant le mercato d'hiver à condition qu'il prolonge son contrat d'un an. Vexé, Mornar refuse. Il déclare plus tard: si cela m’a blessé à ce point, c’est parce que j’aimais vraiment le Standard.
Tomislav Ivić (qui entraînait alors Marseille) appelle Mornar et lui dit qu'Anderlecht cherche un attaquant. D'Onofrio laisse partir Mornar qui rejoint ainsi le club rival et ennemi juré du Standard. Si le public anderlechtois adopte Mornar rapidement, certains supporters du Standard gardent une rancune violente. Lors du match Standard-Anderlecht, des supporters déploient ainsi une banderole sur laquelle on peut lire en référence au transfert du joueur et aux guerres des Balkans qui ont déchiré sa Croatie natale: Ivica, nous jugeons les traîtres comme dans ton pays. Cet accueil blesse le joueur: Cela m’a fait mal, car ce même public m’adorait. Le Standard m’a envoyé une lettre d’excuse par la suite. Avec Anderlecht, Mornar prend part à la Ligue des Champions et à la Coupe UEFA et remporte le titre national lors du championnat de Belgique 2003-2004.
En janvier 2004, à la faveur de la trêve hivernale, Ivica Mornar est transféré vers le club anglais de Portsmouth. L'été suivant, il est prêté au Stade rennais pour une saison. Le club français préfère ne pas lever l'option d'achat mise par le club anglais de Portsmouth. Blessé, Mornar ne jouera pratiquement pas à son retour à Portsmouth. Son contrat est annulé par consentement mutuel à la fin de la saison 2005-2006 et Ivica Mornar met fin à sa carrière de joueur.

## Carrière en sélection nationale
Au niveau international, Mornar compte 5 caps et un but avec la sélection croate des moins de 21 ans, ainsi que 22 caps et un but pour l'équipe nationale de Croatie avec laquelle il prend notamment part au premier tour de l'Euro 2004.
Ivica Mornar commence sa carrière internationale par un match amical avec l'équipe croate des moins de 21 ans le 17 mars 1993 contre la Slovénie. En 1994, il joue deux matchs amicaux avec l'équipe nationale croate. Entre octobre 1994 et octobre 1995, il joue à nouveau avec les moins de 21 ans lors de la campagne qualificative pour l'Euro. Il inscrira un but lors de cette campagne.
En novembre 1995, il prend part au match Slovénie-Croatie dans le cadre des qualifications pour l'Euro 96 mais cette fois avec l'équipe A. Entre 1996 et 2003, il joue à l'occasion de matchs amicaux de l'équipe nationale et inscrit un but. En 2003, il fait partie de l'équipe qui se qualifie pour l'Euro 2004. Les Croates sont éliminés au premier tour. Après l'Euro, Mornar participe encore à un match amical et à un match de qualification pour la Coupe du monde 2006 (le 4 septembre 2004 contre la Hongrie). C'est son dernier match international.

## Palmarès
Hajduk Split
- Champion de Croatie en 1992, 1994 et 1995.
- Vainqueur de la Coupe de Croatie en 1993 et 1995.
- Vainqueur de la Supercoupe de Croatie en 1992, 1993 et 1994.

 Standard de Liège
- Finaliste de la Coupe de Belgique en 2000.

 RSC Anderlecht
- Champion de Belgique en 2004.